# (5579) Uhlherr
(5579) Uhlherr (1988 JL) – planetoida z pasa głównego asteroid okrążająca Słońce w ciągu 2,72 lat w średniej odległości 1,95 j.a. Odkryta 11 maja 1988 roku.